# Прапор Ртищева і Ртищевського району

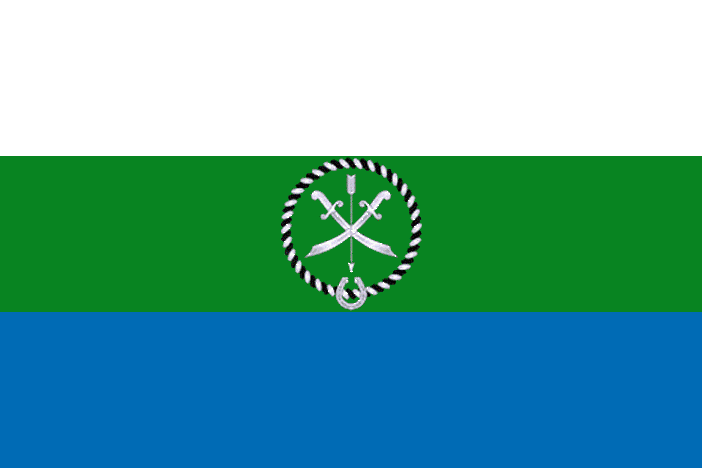
Прапор Ртищевського муніципального району

31 травня 2004 року Збори депутатів ОМУ Ртищевського району ухвалили рішення № 7-41 стверджуюче прапор об'єднаного муніципального утворення Ртищевського району.
9 червня 2006 року Збори депутатів Ртищевського муніципального району ухвалили рішення за № 5-59 "Про герб і прапор Ртищевского муніципального району Саратовської області", залишивши символи місцевого самоврядування, прийняті раніше, без зміни.

## Прапор
Прапор був розроблений Союзом геральдистів Росії на основі герба:
Прапор являє собою прямокутне полотнище із трьох рівновеликих горизонтальних смуг: верхньої — білого, середньої — зеленого й нижньої — блакитного кольору, що відтворює в центрі фігури з гербової композиції: дві білі шаблі навхрест, поверх них біла стріла вістрям долілиць і навколо них звитий срібний і чорний шнур, покладений у цикломор і накритий унизу перекинутої білою підковою. Відношення ширини прапора до його довжини 2:3.
- Біла смуга полотнища алегорично показує адміністративно-територіальну приналежність району до Саратовської області.
- Зелена смуга — символізує родючість, здоров'я, життя й говорить про те, що район сільськогосподарський, а також відображає діброви, якими відомий район, у тому числі самими старими в області, яким близько 200 років.
- Блакитна смуга — символізує піднесені устремління, мислення, щирість і чесноту.

Прапор внесений у Державний геральдичний регістр Російської Федерації під № 1594